# Supplicatio
La supplicatio era una cerimònia solemne de la religió de l'antiga Roma que se celebrava per donar gràcies o suplicar als déus. Aquesta tenia lloc en ocasions especials decretades pel Senat, el qual establia els termes i la durada. Alguns estudiosos distingeixen tres tipus de supplicatio: l'expiatòria, la propiciatòria i la d'agraïment (o d'acció de gràcies).

## Etimologia i història
Etimològicament, el terme supplicatio designa un ritu en què té lloc l'acte de prosternació, a la manera grega, doblegant els genolls (com fa un suplicant, supplex), davant la majestat dels déus. Però el ritual també incloïa processons, oracions, libacions i sacrificis. Aquest ritual està testificat per primera vegada al segle V a.C. però existiria ja des del període monàrquic, la qual cosa demostraria que el ritual és d'origen romà i no grec.

## Tipologies

### Expiatòria
Davant un perill públic o una calamitat que amenacés el poble romà com ara la fam o una epidèmia, sovint acompanyada de prodigis (ominosa), els romans veien el senyal que la pax deorum, és a dir, el bon acord entre ells i els déus (a través del qual gaudien del seu favor i suport) s'havia trencat. Per calmar la ira dels déus i implorar el seu perdó, el Senat podia (en general, després de consultar els llibres sibil·lins) promulgar una supplicatio.
Aquesta forma de supplicatio, de vegades portava el nom de obsecratio, però aquesta paraula significava primerament la pregària per la qual es tractava d'obtenir el perdó dels déus. La cerimònia durava entre un i tres dies, durant els quals s'obrien tots els temples i les estàtues o emblemes sagrats dels déus eren col·locats en plataformes especials (pulvinaria) i tota la població engalanada amb garlandes i branques de llorer s'acostava per fer ofrenes, pregàries i sacrificis.
S'han testificat fins a una cinquantena d'oracions d'aquest tipus des del segle V a.C., especialment durant la Segona Guerra Púnica. Posteriorment són més rares de trobar i finalment desapareixen cap a mitjan segle I. En algunes ocasions, la supplicatio expiatòria se celebrava associada a un lectisternium.

### Propiciatòria
No tenia una funció reparadora com la expiatòria, sinó una funció preventiva. Es demanava als déus que ajudessin a Roma davant el perill que l'amenaçava, com una invasió o el risc d'una derrota. El ritual era pràcticament el mateix que en l'expiatòria. El Senat no solia recórrer a aquest tipus de supplicatio. Els exemples coneguts se situen en l'època de la segona guerra púnica o en la dècada següent. També es coneixen alguns casos de supplicatio espontànies, per iniciativa de matrones romanes. Sota l'Imperi, s'han trobat alguns exemples de supplicatio decretades per mantenir o restablir la salut de l'emperador.

### D'agraïment
Era una cerimònia d'acció de gràcies decretada per agrair als déus haver donat la victòria a l'exèrcit romà. A diferència de les dues primeres formes de supplicatio, que estaven associades amb la por i l'angoixa, aquesta se celebrava en un entorn de joia. El primer exemple conegut se situa a l'any 449 a.C., on es va promulgar un dia de supplicatio pel Senat en honor de les victòries dels cònsols Luci Valeri Potit sobre els eques i Marc Horaci Barbat sobre els sabins i la gent, espontàniament va afegir un segon dia a la supplicatio original. Al final de la República, l'any 43 a.C., el Senat va acordar el doble de súpliques per a un període de cinquanta dies per iniciativa de Ciceró.
Per a un general victoriós, la supplicatio formava part d'una sèrie d'honors, que començava amb la salutació imperial, al camp de batalla. Com per al triomf, però amb menors requeriments pel que fa al nombre de baixes enemigues, tenia una sèrie de condicions a complir: el general hauria d'estar revestit d'imperium a títol personal i haver vençut sota els seus propis auspicis. Havia de ser una guerra estrangera (no civil) i legítima (bellum iustum, establerta de conformitat amb les normes del dret romà de la guerra), havia de ser també una victòria decisiva, amb moltes morts al camp enemic. No obstant això, no es requeria, a diferència del triomf, que la campanya hagués acabat.
Al segle I a.C., el significat d'aquest ritual evolucionà: en teoria es donava gràcies als déus, però en realitat era, sobretot, un honor rendit a un general. A poc a poc, les consideracions polítiques començaren a ser més grans que les preocupacions religioses. Les súpliques eren decidides per raons diferents de la victòria sobre un enemic estranger: per exemple, a l'any 43, a la conclusió del segon triumvirat, o al 30 a la mort de Marc Antoni. S'atorgaren honors addicionals als beneficiaris, com ara l'erecció d'una estàtua eqüestre d'or en el fòrum, a Lèpid al 43, per iniciativa de Ciceró. A més, per a perpetuar la memòria de certs esdeveniments, el Senat va procedir a promulgar suplicacions anuals amb data fixa: la primera vegada, en el 44, en honor de César, per celebrar l'aniversari del seu naixement i els dies en què havia obtingut les seves victòries. Octavi, posteriorment, va obtenir honors similars.
Sota l'Imperi, la supplicatio es va mantenir fins a finals del segle III. Només l'Imperator, i titular dels auspicis, podia ser beneficiari de tal honor. August, tal com s'indica a les Res gestae, va ser honrat cinquanta-cinc vegades per la decisió del Senat. Però les supplicatio de vegades eren votades per raons que no tenen res a veure amb una victòria militar, com podia ser el fracàs d'una conspiració, l'èxit de Neró o fins i tot per l'assassinat d'Agripina i Octavia, presentades com a successos benèfics per Roma. També les autoritats locals van decidir supplicatios en algunes ciutats d'Itàlia i de províncies, com Cuma o Narbona.